# Susa
Susa je italské město, součást metropolitního města Turín v Piemontu. Leží v údolí Susa na soutoku řek Cenischia a Dora Riparia na úpatí Kottických Alp, 51 km západně od Turína.

## Dějiny
Susa (latina Segusio) byla založena Galy. Koncem 1. století př. n. l. se stala dobrovolně součástí římské říše. Zbytky římských budov byly nalezeny při vykopávkách na hlavním náměstí Piazza Savoia. Susa byla hlavním městem provincie Alpes Cottiae. Podle středověkého historika Rodulfuse Glabera byla Susa „nejstarším alpským městem“.
Ve středověku a moderní době zůstala Susa důležitá jako křižovatka silnic spojujících jižní Francii s Itálií. Byla částí Turínské marky (někdy zvané i Susská marka). Narodil se tu italský kanonista Jindřich ze Segusia, obvykle nazývaný Hostiensis (cca 1200–1271). Během napoleonské doby byla postavena nová silnice Via Napoleonica.

## Pamětihodnosti
- Katedrála sv. Justa (Cattedrale di San Giusto), jejíž stavba začala roku 1029.
- Augustův triumfální oblouk, postavený pořímštěným místním náčelníkem v roce 8 př. n. l.
- Římský amfiteátr.
- Hrad markýzy Adelaidy. Pravděpodobně se nachází na místě starověkého římského Praetoria.
- Archeologické vykopávky na Piazza Savoia.

## Partnerská města
- Barnstaple, Velká Británie
- Briançon, Francie
- Paola, Itálie